# Spathius wichmanni
Spathius wichmanni är en stekelart som beskrevs av Josef Fahringer 1930. Spathius wichmanni ingår i släktet Spathius och familjen bracksteklar. Inga underarter finns listade i Catalogue of Life.